# 에릭 드 보주

에릭 드 보주의 문장

에릭 드 보주(Héric de Beaujeu, ?~1270)는 프랑스의 군인이다. 1265년 프랑스 원수로 임명되었으며 에르망(Herment)과 발로메(Valromey)의 영주였다.

## 생애
에릭 드 보주는 기샤르 드 보주-몽팡시에(Guichard de Beaujeu-Montpensier)와 카트린 도베르뉴(Catherine d'Auvergne)의 아들이며, 왕실무관장 윔베르 드 보주(Humbert de Beaujeu)와 성전기사단 21대 단장 기욤 드 보주(Guillaume de Beaujeu)의 형제이기도 했다. 몇몇 기록에는 그의 이름이 앙리(Henri)라고 되어 있다.
그는 1265년 루이 9세에 의해 프랑스 원수로 임명되었으며, 국왕을 수행하여 제 7차, 제 8차 십자군 원정에 참전했다. 1270년 튀니스 공방전에서 전사했다.